# Juniorska ABA Liga
La Juniorsko ABA Liga, o Lega Adriatica U-19, è un'importante competizione per club di pallacanestro per le sezioni giovanili.
Si tratta una manifestazione curata dalla ULEB (Union of European Leagues of Basketball) che vede partecipare le sezioni U-19 dei club provenienti dalla Slovenia, Bosnia ed Erzegovina, Croazia, Montenegro, Macedonia del Nord e Serbia cioè dei paesi costitutivi della ex-Jugoslavia.

## Albo d'oro
| 2017-2018 | Mega Belgrado   | 82–60         | Stella Rossa      | Goga Bitadze, Mega Belgrado      |               |               |               |
| 2018-2019 | Cibona Zagabria | 73–68         | Stella Rossa      | Roko Prkačin, Cibona Zagabria    |               |               |               |
| 2019-2020 | non assegnato   | non assegnato | non assegnato     | non assegnato                    | non assegnato | non assegnato | non assegnato |
| 2020-2021 | Mega Belgrado   | 92–83         | Budućnost         | Nikola Jović, Mega Belgrado      |               |               |               |
| 2021-2022 | Mega Belgrado   | 88–74         | Studentski Centar | Andrija Grbović, Mega Belgrado   |               |               |               |
| 2022-2023 | Mega Belgrado   | 94–81         | Stella Rossa      | Nikola Đurišić, Mega Belgrado    |               |               |               |
| 2023-2024 | Mega Belgrado   | 79–60         | Studentski Centar | Bogoljub Marković, Mega Belgrado |               |               |               |

## Vittorie per club
| Club            | Titolo | Anno                                        |
| --------------- | ------ | ------------------------------------------- |
| Mega Belgrado   | 5      | 2017-18, 2020-21, 2021-22, 2022-23, 2023-24 |
| Cibona Zagabria | 1      | 2018-19                                     |